# Aleksander Kahanowicz Turzański
Aleksander Kahanowicz Turzański (ur. 1879, zm. 2 lipca 1941 w Michigan City) — kolekcjoner dzieł sztuki i autografów.

## Życiorys
Urodził się w 1876 i był doktorem filozofii. Przed I wojną światową był jednym z sekretarzy I.J.Paderewskiego. W dwudziestoleciu międzywojennym był pracownikiem Konsulatu RP w Nowym Jorku. Kahanowicz był w posiadaniu słynnej kolekcji dokumentów i dzieł sztuki związanych z osobą Tadeusza Kościuszki. Jesienią 1924 eksponaty ze swojej kolekcji zaprezentował na wystawie w Polsce. Dla amerykańskich odbiorców wystawa była urządzona w dniach 15 maja do 11 czerwca 1927 w Anderson Galleries w Nowym Jorku. Z powodu trudnej sytuacji materialnej kolekcja w 1933 przeszła w ręce księdza Józefa Wachowskiego proboszcza parafii świętego Wojciecha w Toledo.
Aleksander Kahanowicz zmarł 2 lipca 1941 w Michigan City w stanie Indiana.